# Grande Prêmio da Grã-Bretanha de 1950
Resultados do Grande Prêmio da Grã-Bretanha de Fórmula 1 realizado em Silverstone em 13 de maio de 1950. Primeira etapa do campeonato, teve Giuseppe Farina como destaque ao marcar a pole position e vencer logo em sua corrida de estreia. Em meio ao júbilo o piloto Luigi Fagioli assegurou a primeira dobradinha italiana na história da categoria enquanto o britânico Reg Parnell completou o pódio no qual estavam apenas corredores da Alfa Romeo.

## Resumo
O rei George VI e a rainha Elizabeth I compareceram ao evento.

### Participantes
Ao todo foram 22 competidores, 21 qualificados para a prova e 11 classificados ao fim da corrida. Os números 7 e 13 não foram atribuídos. A equipe de fábrica da Alfa Romeo chegou ao circuito com quatro modelos 158 para Juan Manuel Fangio, Giuseppe Farina, Luigi Fagioli e o piloto da casa, Reg Parnell. A Ferrari decidiu não participar, mas havia um punhado de carros da Maserati, um deles um modelo de fábrica para o monegasco Louis Chiron enquanto David Hampshire e David Murray usaram carros da Maserati para defender a Scuderia Ambrosiana ao passo que o time de Enrico Platé inscreveu dois pilotos de origem nobre e aristocrática: o Príncipe Bira da Tailândia e o barão suíço Emmanuel de Graffenried. O britânico Joe Fry correu com uma Maserati particular enquanto a Scuderia Milano reservou um carro da referida equipe para Felice Bonetto, mas ele não chegou a tempo. A equipe Talbot-Lago enviou mais de dois carros de fábrica na tradicional cor azul pálida francesa para serem conduzidos por Yves Giraud-Cabantous e Eugène Martin. Outros Talbots privados foram inscritos por Louis Rosier, Philippe Étancelin e o belga Johnny Claes, este num carro amarelo. O resto do grid era composto de bólidos locais, que incluía quatro modelos da ERA e dois da Alta.

## Classificação da prova

### Treino classificatório
| Pos. | Nº | Piloto                  | Construtor         | Tempo  | Diferença |
| ---- | -- | ----------------------- | ------------------ | ------ | --------- |
| 1    | 2  | Giuseppe Farina         | Alfa Romeo         | 1:50.8 | –         |
| 2    | 3  | Luigi Fagioli           | Alfa Romeo         | 1:51.0 | + 0.2     |
| 3    | 1  | Juan Manuel Fangio      | Alfa Romeo         | 1:51.2 | + 0.4     |
| 4    | 4  | Reg Parnell             | Alfa Romeo         | 1:52.2 | + 1.4     |
| 5    | 21 | Príncipe Bira           | Maserati           | 1:52.6 | + 1.8     |
| 6    | 14 | Yves Giraud-Cabantous   | Talbot-Lago-Talbot | 1:53.4 | + 2.6     |
| 7    | 17 | Eugène Martin           | Talbot-Lago-Talbot | 1:55.4 | + 4.6     |
| 8    | 20 | Emmanuel de Graffenried | Maserati           | 1:55.8 | + 5.0     |
| 9    | 15 | Louis Rosier            | Talbot-Lago-Talbot | 1:56.0 | + 5.2     |
| 10   | 9  | Peter Walker            | ERA                | 1:56.6 | + 5.8     |
| 11   | 19 | Louis Chiron            | Maserati           | 1:56.6 | + 5.8     |
| 12   | 8  | Leslie Johnson          | ERA                | 1:57.4 | + 6.6     |
| 13   | 12 | Bob Gerard              | ERA                | 1:57.4 | + 6.6     |
| 14   | 16 | Philippe Étancelin      | Talbot-Lago-Talbot | 1:57.8 | + 7.0     |
| 15   | 11 | Cuth Harrison           | ERA                | 1:58.4 | + 7.6     |
| 16   | 6  | David Hampshire         | Maserati           | 2:01.0 | + 10.2    |
| 17   | 24 | Geoffrey Crossley       | Alta               | 2:02.6 | + 11.8    |
| 18   | 5  | David Murray            | Maserati           | 2:05.6 | + 14.8    |
| 19   | 23 | Joe Kelly               | Alta               | 2:06.2 | + 15.4    |
| 20   | 10 | Joe Fry                 | Maserati           | 2:07.0 | + 16.2    |
| 21   | 18 | Johnny Claes            | Talbot-Lago-Talbot | 2:08.8 | + 18.0    |
| DNS  | 22 | Felice Bonetto          | Maserati           | –      | –         |

### Corrida
| Pos.    | Nº | Piloto                     | Construtor         | Voltas | Tempo/Diferença   | Grid | Pontos |
| ------- | -- | -------------------------- | ------------------ | ------ | ----------------- | ---- | ------ |
| 1       | 2  | Giuseppe Farina            | Alfa Romeo         | 70     | 2:13:23.6         | 1    | 9      |
| 2       | 3  | Luigi Fagioli              | Alfa Romeo         | 70     | + 2.6             | 2    | 6      |
| 3       | 4  | Reg Parnell                | Alfa Romeo         | 70     | + 52.0            | 4    | 4      |
| 4       | 14 | Yves Giraud-Cabantous      | Talbot-Lago-Talbot | 68     | + 2 voltas        | 6    | 3      |
| 5       | 15 | Louis Rosier               | Talbot-Lago-Talbot | 68     | + 2 voltas        | 9    | 2      |
| 6       | 12 | Bob Gerard                 | ERA                | 67     | + 3 voltas        | 13   |        |
| 7       | 11 | Cuth Harrison              | ERA                | 67     | + 3 voltas        | 15   |        |
| 8       | 16 | Philippe Étancelin         | Talbot-Lago-Talbot | 65     | + 5 voltas        | 14   |        |
| 9       | 6  | David Hampshire            | Maserati           | 64     | + 6 voltas        | 16   |        |
| 10      | 10 | Joe Fry Brian Shawe-Taylor | Maserati           | 64     | + 6 voltas        | 20   |        |
| 11      | 18 | Johnny Claes               | Talbot-Lago-Talbot | 64     | + 6 voltas        | 21   |        |
| Ret     | 1  | Juan Manuel Fangio         | Alfa Romeo         | 62     | Vazamento de óleo | 3    |        |
| NC      | 23 | Joe Kelly                  | Alta               | 57     | Não classificado  | 19   |        |
| Ret     | 21 | Príncipe Bira              | Maserati           | 49     | Pane seca         | 5    |        |
| Ret     | 5  | David Murray               | Maserati           | 44     | Motor             | 18   |        |
| Ret     | 24 | Geoffrey Crossley          | Alta               | 43     | Transmissão       | 17   |        |
| Ret     | 20 | Emmanuel de Graffenried    | Maserati           | 36     | Motor             | 8    |        |
| Ret     | 19 | Louis Chiron               | Maserati           | 26     | Embreagem         | 11   |        |
| Ret     | 17 | Eugène Martin              | Talbot-Lago-Talbot | 8      | Pressão do óleo   | 7    |        |
| Ret     | 9  | Peter Walker Tony Rolt     | ERA                | 5      | Câmbio            | 10   |        |
| Ret     | 8  | Leslie Johnson             | ERA                | 2      | Compressor        | 12   |        |
| Fontes: |    |                            |                    |        |                   |      |        |